# Василенко Михайло Григорович
Василенко Михайло Григорович (нар. 10 жовтня 1949, с. Драбівці, Золотоніський район, Черкаська область, раніше Драбівський район, Полтавська область), також відомий під псевдонімами Ілько Сепир, М. В., Мих. Розумовський, Мстислав Розмеженко — український прозаїк, поет, публіцист, перекладач, етнолог, літературознавець і упорядник збірок літератури. Член, заступник голови Національної спілки письменників України (1990). Кандидат наук із соціальних комунікацій, член національних творчих спілок — письменників і журналістів, лауреат літературних премій ім. Тараса Мельничука і «Тріумф-перо».

## Біографія
Михайло Григорович Василенко народився 10 жовтня 1949 року в селі Драбівці Золотоніського району Черкаської області в селянській родині. Вищу освіту здобув на факультеті журналістики Київського державного університету ім. Т. Г. Шевченка (в університеті відвідував студії імені М.Рильського та «Кобза», якою керував поет В.Забаштанський) 1980 року.

### Кар'єра
Друкується від 1973 року. Із 1961 по 1966 рік навчався в Золотоніській загальноосвітній школі № 3. Працював у київському видавництві «Молодь» (1980—1992) літературним консультантом, редактором, завідувачем літературно-маркетингового агентства. Головний спеціаліст інформації Святошинської райдержадміністрації Києва (1992—1998), водночас головний редактор газети «Столичний телеграф» (1997–98) та видавництва «Ін Юре» (1998—2002). З 1997 року — головний консультант Прес-служби Президента України, від 2002 — в Адміністрації президента України, а від 2005 року — заступник голови НСПУ.
Нагороджений літературною премію ім. Тараса Мельничука «Князь роси» (1999) та премією імені М. Терещенка.

## Творчість
Михайло Василенко є автором збірок віршів, збірок оповідань, низки публіцистичних статей, упорядником збірок української поезії. Поезії Василенка — короткі та барвисті, для них характерні традиційність і народність, незвичайна образність. Перекладає поетичні, прозові й публіцистичні твори з таджицької, угорської, іспанської, румунської та німецької мов. Довгий час захоплювався індійською культурою.

## Вибрана бібліографія
Окремі видання.

### Збірки віршів
- «Орії» (Київ, 1989)
- «Очарії» (Коломия, 1995)
- «Ористея» (Коломия, 1997)
- «Чотиричас» (Київ, 1999)
  - Анотація:   Нерозривність часу і простору, одиничного і загального, життя окремої людини і цілого народу, духприроди і душа ліричного героя цієї книжки поезій — у існуванні найменшої пелюстки, що дихає горами, в красивому Дніпрі-Славуті, в єдності і цілісності природи і людини з первовіку й донинні — такий відгомін чуттів і думок цієї збірки Михайла Василенка, автора кількох книжок та ряду дослідницьких статей.
- «Кам'яна чума. Тексти з назвами і без назв»
- «Людомор 1921… І далі… І нині. Московський геноцид українців» (2022)[6]

### Збірки оповідань та прози
- «Стрікоко» (Київ, 1992)
- «Коровай» — видання для дітей.
- «Скажені андрофаги, або язичіє моксель (есеї)» (Чернівці, 2017)
- «Солов'ї дівча зманили»
- «Окрайчик і побігайчик»
  - Анотація:   Збірник складено з актуальних літературно-публіцистичних статей на замовлення «Буковинського журналу», який має найсерйозніший підхід і вимогливі критерії щодо художньої літератури, публіцистики, наукових праць та політичних колізій і життя українського люду. А особливо окупація й загарбання України цим деспотичним сусідом під назвою моксель. Навіть не народом, писав один московський історик 19 століття М. Погодін, а якоюсь етнографічною протоплазмою. Мовна проблема — це проблема моралі, писав славозвісний мовознавець і психолінгвіст Олександр Потебня. На його думку, денаціоналізація (винародовлення) веде до морального занепаду, дезорганізації суспільства й економічної залежності, тобто рабства й паскудства. Станемо манкуртами без роду і племені, а то й рабами. Допоки спілкуємося українською рідною — ми народ. Асимільовані, денаціоналізовані, тобто винародовлені — стаємо натовпом, а той гірше.

### Збірки української поезії (упорядник)
- «Ви зорі-зориці» (Київ, 1991)
- «Мозаїка» (Львів, 2001)
- «Zur judenfrage» (Київ, 2002)
- «Мозаїка–2» (Львів, 2003)
- «Плин Золотони» (Чернівці, 2019)
  - Анотація:   Нова збірка Михайла Василенка засвідчує його невтомні пошуки в царині слова, образу, їхнє філософське значення і звучання, непередбачені й наявні колізії життя як у минулому, так і в сьогоденні. Плин життя відтворений і в назві книги, адже «Золотона», або «Глинщина», — це перша документальна згадка про теперішню Золотоношу на Полтавщині (нині Черкащина). Йдеться про неї у заповіті князя Б. Корецького 1576 р. у віоєводстві Київському. Це назва міста і річки Золотоношки.
- «Між Карпатами і Татрами»
- «До матері, додому»
- «Хода вітрів» (Коломия, 2010)
  - Анотація:   Чергова віршована збірка автора — певна життєва віха, своєрідний етап його поетичній творчості, де тривають пошуки закономірностей і нестримної плинності буття, увиразнення естетичних категорій у змінності земного побутування, збагнення чуттєвих і опредмечених виявів індивідуального й громадсько-суспільного та національного життя.

### Науково-публіцистичні видання
- «Іван Франко: поступ ідеї» (Коломия, 2010)
  - Анотація:   В даній монографії вводяться праці, які І. Франко друкував у різноманітних виданнях, але які з огляду на ідеологічні заборони тоталітарного режиму тривалий час не допускалися до вивчення. Заборонені Франкові видання ті, де порушувалися питання національної виокремленості, а звідси й національного усвідомлення і національного руху як суспільно-політичної сили, як розвою українського народу, негативного ставлення до панівної верхівки, яка експлуатувала його рідний український народ.
    - «Редакторська та видавнича діяльність Івана Франка» (Київ, 2008) — скоріш за все, послужила основою для видання вище, а по суті є дисертацією того ж автора «Редакторська та видавнича діяльність Івана Франка», яку він захистив 14 жовтня 2008 р. на засіданні спеціалізованої вченої ради Інституту журналістики Київського національного університету імені Тараса Шевченка.
- «Високо іскри летять: Творчість І. М. Григорчука» (Коломия, 2019)
  - Анотація:   Розгляд змісту переважно афористичної творчості відомого не лише на Покутті (Івано-Франківщина) Івана Григорчука, який має вже понад два десятки оприлюднених видань (у тім числі молитви й вірші для дітей), дає змогу не тільки ознайомитися з цим філософським жанром його духовної робітні, але, головне, вчитися, особливо молодому поколінню, на його особистому досвіді баченню головних ідей часу й вічності, та найперше взяти в основу свого життя і діяльності — любов до України, український патріотизм.